# Xiaomi Civi 3
Xiaomi Civi 3 — молодіжний смартфон від компанії Xiaomi. Був представлений 25 травня 2023 року.

## Дизайн
Екран захищений загнутим по бокам склом Corning Gorilla Glass 5. Задня панель виконана із загнутого по бокам глянцевого скла. Бокова частина виконана з матового пластику.
Знизу розміщенні роз'єм USB-C, динамік, мікрофон та слот під 2 SIM-картки. Зверху розташовані другий мікрофон та ІЧ-порт. З правого боку розміщені кнопки регулювання гучності та кнопка блокування смартфона.
Xiaomi Civi 3 продається в 4 кольорах: Rose Purple (фіолетовий), Adventure Gold (золотий), Mint Green (зелений) та Coconut Ash (сірий). В усіх кольорових варіантах, окрім Coconut Ash, верхня половина задньої панелі має світліший колір, а нижня — темніший.

## Технічні характеристики

### Платформа
Смартфон отримав процесор MediaTek Dimensity 8200 Ultra з графічним процесором Mali-G610 MC6.

### Батарея
Батарея отримала об'єм 4500 мА·год та підтримку швидкої зарядки на 67 Вт.

### Камера
Пристрій отримав основну потрійну камеру 50 Мп, f/1.8 (ширококутний) з фазовим автофокусом + 8 Мп, f/2.2 (ультраширококутний) з кутом огляду 115° + 2 Мп, f/2.4 (макро). Також смартфон отримав подвійну фронтальну камеру 32 Мп, f/2.0 (ширококутний) з кутом огляду 78° та автофокусом + 32 Мп, f/2.4 (надширококутний) з кутом огляду 100°. Основна та фронтальна камери вміють записувати відео в роздільній здатності 4K@30fps. Крім цього смартфони отримали двоє фронтальних LED спалахів.

### Екран
Екран AMOLED, 6.55", FullHD+ (2400 × 1080) зі щільністю пікселів 402 ppi, співвідношенням сторін 20:9, частотою оновлення дисплею 120 Гц, підтримкою HDR10+ та овальним вирізом під подвійну фронтальну камеру, що розміщений зверху посередині. Також під дисплей вбудовано оптичний сканер відбитків пальців.

### Звук
Пристрій отримав стереодинаміки. Роль другого динаміка виконує розмовний.

### Пам'ять
Xiaomi Civi 3 продається в комплектаціях 12 ГБ/256 ГБ та 12 ГБ/512 ГБ та 16 ГБ/1 ТБ. Оперативна пам'ять типу LPDDR5, а сховище — UFS 3.1.

### Програмне забезпечення
Смартфон випущений на MIUI 14 на базі Android 13. Пізніше він був оновлений до Xiaomi HyperOS 2 на базі Android 15.

## Xiaomi Civi 3 Disney 100th Anniversary Limited Edition
Xiaomi Civi 3 Disney 100th Anniversary Limited Edition — спеціальне видання Xiaomi Civi 3, присвячена 100-ій річниці The Walt Disney Company. Це видання відрізняється від звичайної моделі оформленням задньої панелі, стилізованою коробкою, скріпкою для виймання слота SIM-карт, наклейками, темою оформлення і ефектами та наклейками в редакторі галереї. Продавався в комплектації 12/512 ГБ.